# Nassawadox
Nassawadox é uma cidade  localizada no estado norte-americano de Virginia, no Condado de Northampton.

## Demografia
Segundo o censo norte-americano de 2000, a sua população era de 572 habitantes.
Em 2006, foi estimada uma população de 605, um aumento de 33 (5.8%).

## Geografia
De acordo com o United States Census Bureau tem uma área de
1,1 km², dos quais 1,1 km² cobertos por terra e 0,0 km² cobertos por água. Nassawadox localiza-se a aproximadamente 3 m acima do nível do mar.

## Localidades na vizinhança
O diagrama seguinte representa as localidades num raio de 20 km ao redor de Nassawadox.